# Fulvio Caccia (personnalité politique)
Pour les articles homonymes, voir Fulvio Caccia et Caccia.
Fulvio Caccia, né le 3 janvier 1942 à Cadenazzo (originaire du même lieu), est une personnalité politique suisse, membre du Parti démocrate-chrétien.
Il est conseiller d'État du canton du Tessin, à la tête du département de la police et de l'environnement, de 1977 à 1987 et conseiller national de fin 1987 à fin 1998.

## Biographie

### Origines et famille
Fulvio Caccia naît le 3 janvier 1942 à Cadenazzo, dans le canton du Tessin. Il est originaire du même lieu. Son père est paysan.
Il est marié et père de trois enfants.

### Études et parcours professionnel
Après sa maturité gymnasiale, de type scientifique, à Lugano en 1961, il fait des études d'ingénieur-électricien à l'École polytechnique fédérale de Zurich. Il y obtient son diplôme en 1965, suivi d'un doctorat en 1974, sous la direction de Maximilian Julius Strutt.
Il est enseignant de physique au lycée de Lugano à partir de 1969 et en devient le directeur en 1976.

### Parcours politique
Il est membre du Conseil communal (législatif) de Cadenazzo de 1964 à 1970, puis de sa Municipalité (exécutif) de 1970 à 1977.
À la suite de la démission de Fabio Vassalli en raison du scandale de Chiasso, il devient conseiller d'État du canton du Tessin, où il dirige le département de la police et de l'environnement de 1977 à 1987. Il préside le collège en 1983. Il est le candidat le mieux élu en 1979 et 1983.
Après la surprise de sa non-réélection pour un troisième mandat en avril 1987 (qui est due selon les observateurs, dans cette élection à la proportionnelle où il obtient 40 918 voix contre 25 918 à l'élu socialiste autonome Pietro Martinelli (de), à la division de la gauche, à la mauvaise stratégie du PDC qui présente deux listes distinctes et au soutien de l'électorat chrétien social au candidat socialiste menacé sur sa gauche, et qui met fin à la formule magique régissant la répartition des sièges au gouvernement tessinois depuis 1922 avec 2 PRD, 2 PDC et 1 PS,), il est élu au Conseil national en octobre 1987. Il y est réélu à deux reprises (1991 et 1995). Il siège au sein de la Commission des transports et des télécommunications (CTT), qu'il préside en 1996-1997, et de la Commission de politique extérieure (CPE). Il préside par ailleurs le Parti démocrate-chrétien tessinois de 1992 à 1996. Il annonce sa démission en juin 1998 pour la fin de la session d'automne.

### Positionnement politique
Appartenant à l'aile gauche de son parti, il est considéré comme un progressiste.

### Autres mandats et activités
Il préside la Commission fédérale de l'énergie de 1979 à 1987, la Commission fédérale des étrangers de 1991 à 2000 et la Commission de la communication de 1997 à 2004.
Il préside Caritas Suisse de 1997 à 2012.